# Commissione internazionale estone per i crimini contro l'umanità
La Commissione Internazionale Estone per le indagini sui Crimini contro l'Umanità (anche conosciuta come Commissione Storica o History Commission), è la commissione fondata nell'ottobre 1998, dal presidente estone Lennart Meri con il compito di investigare sui crimini contro l'umanità, commessi in Estonia o contro i suoi cittadini, durante l'occupazione sovietica nel dopoguerra e quella tedesca, più breve, durante la Seconda guerra mondiale.
La commissione investiga anche sulle deportazioni sovietiche perpetrate ai danni dei cittadini estoni e sull'olocausto in Estonia.
La prima sessione d'incontri si è tenuta a Tallinn, nel gennaio 1999.
Il diplomatico finlandese Max Jakobson fu nominato presidente della commissione. Per scopi neutrali e d'indipendenza, non vi sono cittadini estoni tra le file dei suoi membri.

## Scopi e obiettivi
La Commissione continuò nel suo lavoro dalle definizioni dei crimini contro l'umanità, i crimini di guerra e genocidio nello Statuto di Roma della Corte dei Crimini Internazionali stabilite nel 1998. Non aveva scopi giudiziari. L'obiettivo delle investigazioni era puramente storico per stabilire quali crimini erano stati commessi e il loro sfondo storico.
La Commissione pubblicò tre rapporti:
- L'Occupazione nazista in Estonia 1941–1944 (pubblicato nel 2001)
- L'Occupazione sovietica in Estonia 1940–1941 (pubblicato nel 2004)
- L'Occupazione sovietica in Estonia dal 1944 in avanti (pubblicato nel 2008)

Le ricerche della commissione hanno fatto affidamento sulla Corte europea dei diritti dell'uomo, come per esempio nella sua decisione di non concedere il procedimento di revisione per una protesta di August Kolk e Pyotr Kislyy, che sono stati condannati per crimini contro l'umanità per il ruolo che essi hanno avuto nelle deportazioni sovietiche di cittadini dall'Estonia.

## Membri
- Max Jakobson, finlandese, il presidente
- Dr. Uffe Elemann Jensen, danese, (ex Presidente del Partito Europeo dei Liberali, Democratici e Riformatori, già Ministro degli Esteri della Danimarca),
- Dr. Paul A. Goble, (Direttore delle comunicazioni e delle pubbliche relazioni di Radio Free Europe / Radio Liberty),
- Nicholas Lane, (presidente della Commissione per Relazioni Internazionali del Comitato Ebraico Americano),
- Prof. Peter Reddaway, americano, (professore di Scienze Politiche ed Affari Internazionali alla George Washington University),
- Arsenij Roginskij, russo, (Presidente del Consiglio scientifico ed educativo Memorial di Mosca e dirigente del Programma Scientifico)
- Prof. Freiherr Wolfang von Stetten, tedesco, membro del parlamento.